# Pedro Fernández de Quirós
Pedro Fernández de Quirós, född 1565 i Évora, död 1614, var en portugisisk sjöman och upptäcktsresande. Gick i ungdomen in i spansk tjänst och blev en erfaren sjöman och navigatör. År 1595 tjänstgjorde han som lots under Álvaro de Mendaña de Neira i hans expeditioner i Stilla havet.